# 東京レコード
東京レコード（とうきょうレコード）は、日本のレコード・レーベル。

## 所属アーティスト
- EMMA（DJ/プロデューサー）
- MURO（DJ/プロデューサー）
- DJ NORI（DJ/プロデューサー）
- DJ WATARAI（DJ/プロデューサー）
- HAZIME（DJ/プロデューサー）
- Little Black Dress（シンガーソングライター）[1]
- 成田昭次（元男闘呼組・シンガーソングライター/ギタリスト）
- NARITA THOMAS SIMPSON（バンド）
- Rockon Social Club（バンド）
- QUMANOMI（コーラスグループ）

## 公式サイトリンク
- 東京レコード公式サイト